# Perissus dohertii
Perissus dohertii là một loài bọ cánh cứng trong họ Cerambycidae.